# حافة الدرجة
الزَّيْف أو حافة الدَّرَجَة أو أنف الدَّرَجَة أو شفة الدَّرَجَة هي الحافة الأفقية البارزة من الدرجات و تكون مُشرفة على قائمة الدرجة.

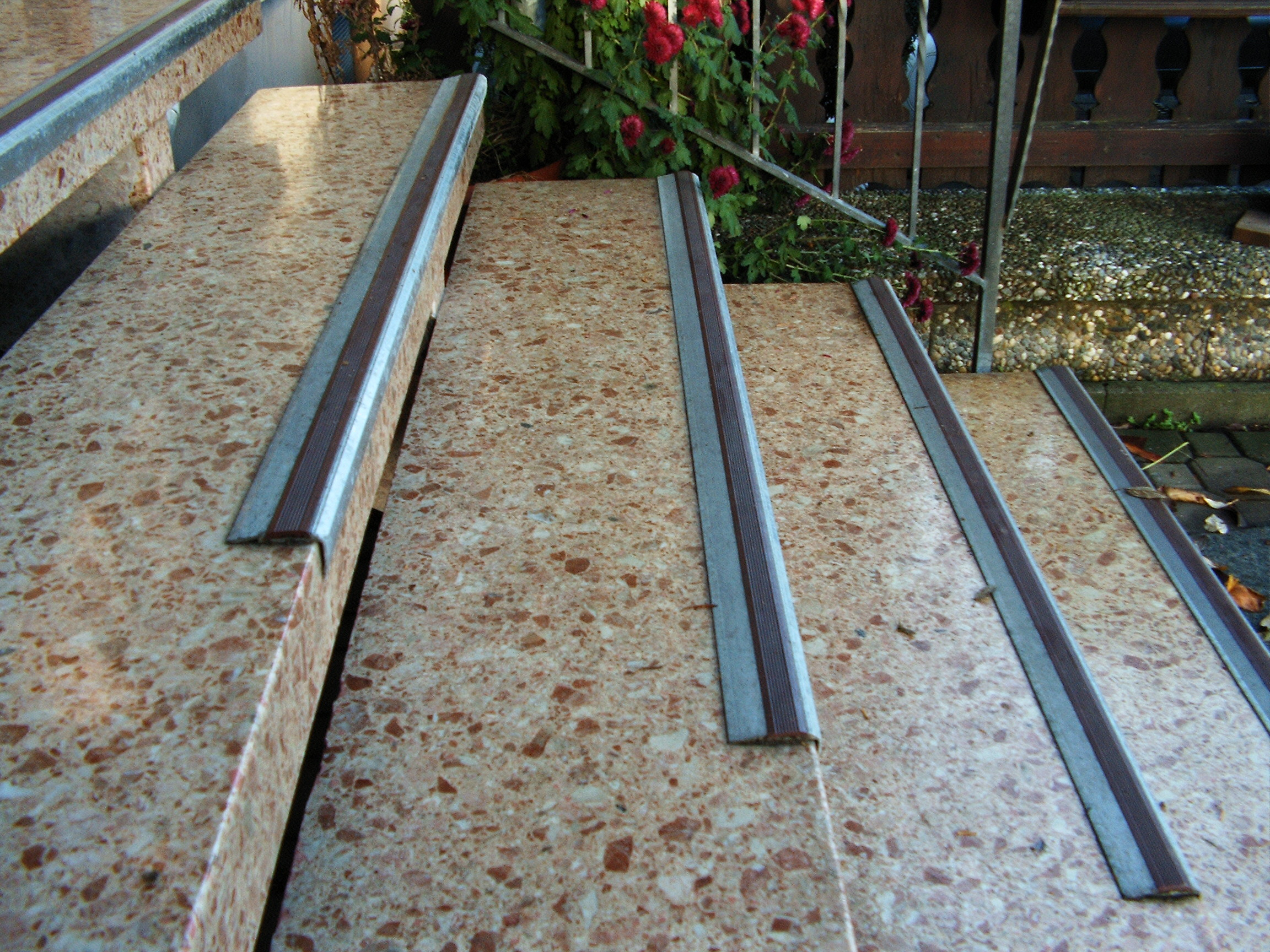
حافة الدرجة مكسية بمانع إنزلاق

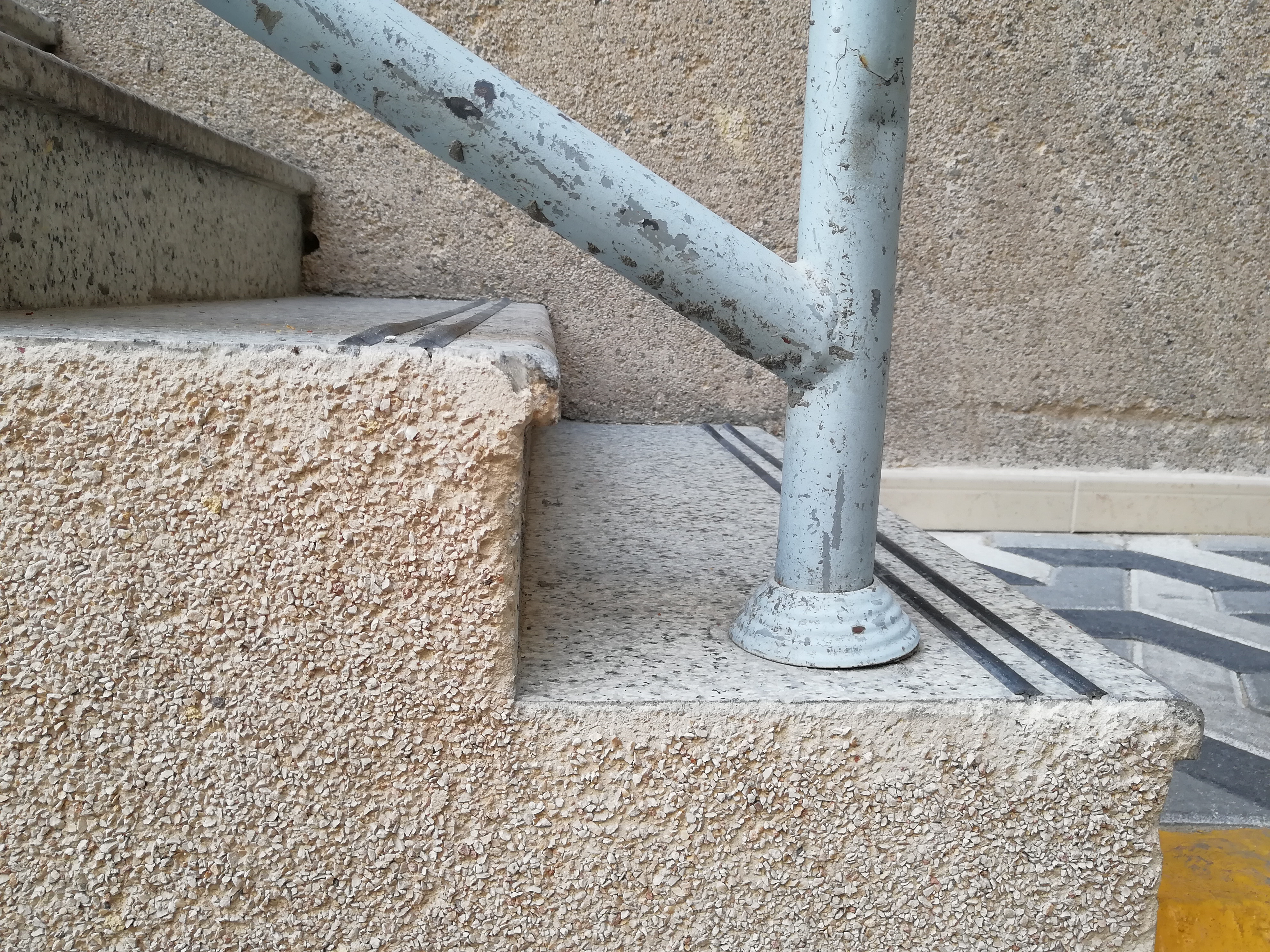
خطوط مطاطية مانعة للانزلاق وأنف صغير على الحافة لتوسيع الدرجات